# شهرستان رودسر
شهرستان رودسر یکی از شهرستان‌های استان گیلان در ایران است. مرکز این شهرستان، شهر رودسر است.

## پیشینه
این شهرستان با نام قدیمی هوسم (که بعد ها به علت سیل فراوسیع که تماما از روی شهر/سر شهر را در بر گرفت آن را رودسر نامیدند) رودسر مرکز حکمرانی زیدییان و لنگر پسر وشمگیر از خاندان زیاریان و زادگاه خاندان بویه (روستای بویه، املش کنونی) است. اولین شغل اصلی مردمان رودسر بعد از پیدایش این منطقه صیادی بوده‌است.
صیدرمحله یا صیدگرمحله:از محلات قدیمی شهر رودسر که بنا به روایتی در اصل بخاطر سکونت صیادان محلی در این ناحیه که به امر صید و صیادی در سواحل دریای خزر و رودخانه‌های پیرامون آن اشتغال داشتند، صیدگر محله می‌نامیدند که به تدریج و مرور زمان به صیدرمحله موسوم گردید.
رودسر از مراکز مهم نوغانداری، پروش کرم ابریشم و تولید نخ ابریشم بوده‌است (جهت اهمیت موضوع قابل ذکر است، نخ ابریشم تنهامحصول صادرات دولت صفوی بود) مشاغلی مانند کوزه‌گری و کاشی سازی و حصیر بافی و دوزندگی(قلاب بافی با نخ ابریشم)، از مشاغل سنتی رودسر تلقی می‌شود.

## مردم‌شناسی
قومیت مردم رودسر، گیلک است که به زبان گیلکی با لهجه بیه پیش (شرق گیلان) تکلم می‌کنند. مذهب مردم رودسر، شیعه دوازده امامی است. مهاجرین رودسر را اغلب سادات و علویون (سید علوی) تشکیل می‌دهند که در زمان حکومت آل بویه، متن اضافی. به رودسر مهاجرات کردند.سادات مرعشی، سادات کیایی و دیگر سادات شجره نامهٔ سادات از خانواده‌های جوانمرد قصاب، میر ریسی، ریسیانو اقوام آنها در دست است. شجره نامه خان زاده هایی چون خاندان بزرگ و اصیل نصری رودسری-عسگری قاسمزاده-طالبزاده-وهاب زاده نیز موجود است که به جز نسخه خطی اصل و کامل آن یک خلاصه نسخه هم از ان در قم نگهداری می‌شود. سادات رودسر از ریشه‌های حسینی و حسنی و گاهی موسویند. در این میان بر طبق تحقیقات و شواهد به علت متعدد بودن امامزاده در استان های شمالی کشور خصوصا ختهِ گیلان خانوادهٔ طالبزاده از سادات حسنی و بعضی خاندانها از سادات حسینی بازیابی شده‌اند.رودسر مشتمل بر خانواده‌های صیدگر ، کیایی، میرشکار و…از سادات کیایی و بازماندگان حکومت کیا بازیابی شده‌اند.

## جغرافیا

### موقعیت جغرافیائی
رودسر، از شمال به دریای خزر، از جنوب به [[رشته کوه‌های البرز، از شرق به رامسر و از غرب به املش و لنگرود منتهی می‌شود.
قسمت کوهستانی شهرستان رودسر، خوش آب و هوا و سردسیر است. قسمت شمالی این شهرستان که در قسمت حاشیه جنوبی دریای خزر و در نزدیکی منطقه جلگه ای قرار گرفته‌است، ناحیه‌ای مرطوب و شرجی است.
رودخانه پلرود، کیارود و شیرارود، در این شهرستان جریان دارند.

## تقسیمات کشوری
شهرستان رودسر، در تقسیمات جدید کشوری ایران که در زمان رضا شاه پهلوی شکل گرفت، منطقه ی رودسر در آبان ماه سال ۱۳۱۶ خورشیدی جزو توابع شهرستان شهسوار (تنکابن) شد و در دی ماه همان سال به بخش تبدیل شد که همچنان در تابعیت شهرستان شهسوار قرار داشت. چهار سال بعد یعنی در دی ماه ۱۳۲۰ خورشیدی از شهرستان شهسوار جدا و از بخش‌های شهرستان رشت شد. در ۲۸ خرداد ۱۳۲۴ خورشیدی به تصویب هیئت وزیران، لاهیجان به شهرستان تبدیل شد و در تیرماه همان سال بخش رودسر همراه با  بخش لنگرود از رشت جدا و تابع شهرستان لاهیجان شدند.
و سر انجام در مرداد ماه ۱۳۳۷ خورشیدی بخش رودسر به شهرستان رودسر تبدیل شد.
طبق آخرین تقسیمات، شهرستان رودسر دارای ۴ بخش، ۱۰ دهستان و ۵ شهر به شرح زیر است:

### شهرستان رودسر
| بخش       | مرکز بخش  | جمعیت بخش ۱۳۹۵ | نام دهستان                   | مرکز دهستان   | جمعیت دهستان ۱۳۹۵ | نام شهر         | جمعیت شهر ۱۳۹۵       |
| --------- | --------- | -------------- | ---------------------------- | ------------- | ----------------- | --------------- | -------------------- |
| مرکزی     | رودسر     | ۵۸٬۵۹۲ نفر     | رضامحله                      | رضامحله       | ۱۱٬۳۴۸ نفر        | رودسر           | ۳۷٬۹۹۸ نفر           |
| مرکزی     | رودسر     | ۵۸٬۵۹۲ نفر     | چینی‌جان                      | چینی‌جان       | ۹٬۲۴۶ نفر         | رودسر           | ۳۷٬۹۹۸ نفر           |
| کلاچای    | کلاچای    | ۳۶٬۳۶۶ نفر     | بی بالان                     | بی بالان      | ۹٬۶۵۷ نفر         | کلاچای واجارگاه | ۱۲٬۳۷۹ نفر ۴٬۵۳۷ نفر |
| کلاچای    | کلاچای    | ۳۶٬۳۶۶ نفر     | ماچیان                       | ماچیان        | ۷٬۰۶۳ نفر         | کلاچای واجارگاه | ۱۲٬۳۷۹ نفر ۴٬۵۳۷ نفر |
| رحیم آباد | رحیم آباد | ۳۰٬۱۶۶ نفر     | رحیم آباد                    | طول‌لات        | ۸٬۰۶۲ نفر         | رحیم آباد       | ۱۰٬۵۷۱ نفر           |
| رحیم آباد | رحیم آباد | ۳۰٬۱۶۶ نفر     | اشکور سفلی                   | زیاز          | ۵٬۰۱۲ نفر         | رحیم آباد       | ۱۰٬۵۷۱ نفر           |
| رحیم آباد | رحیم آباد | ۳۰٬۱۶۶ نفر     | شوئیل                        | شوئیل         | ۳٬۶۵۷ نفر         | رحیم آباد       | ۱۰٬۵۷۱ نفر           |
| رحیم آباد | رحیم آباد | ۳۰٬۱۶۶ نفر     | اشکور علیا و سیارستاق ییلاقی | سارم          | ۲٬۸۶۴ نفر         | رحیم آباد       | ۱۰٬۵۷۱ نفر           |
| چابکسر    | چابکسر    | ۲۵٬۰۰۴ نفر     | اوشیان                       | قاسم‌آباد سفلی | ۱۱٬۵۳۹ نفر        | چابکسر          | ۸٬۲۲۴ نفر            |
| چابکسر    | چابکسر    | ۲۵٬۰۰۴ نفر     | سیاهکلرود                    | چایجان        | ۵٬۲۴۱ نفر         | چابکسر          | ۸٬۲۲۴ نفر            |

## جمعیت
جمعیت کل شهرستان رودسر طبق سرشماری عمومی نفوس و مسکن در سال ۱۳۹۵ برابر با ۱۴۷٬۳۹۹ نفر بوده‌است.

## اقتصاد
مشاغل سنتی مردمان شهرستان رودسر، به علت قرار گرفتن در کنار دریا و جنگل‌ها و زمین‌های پست مناسب بیشتر کشت گل گاوزبان و ماهیگیری و دامداری (تنها افراد گالش)و تمامی مشاغل مرتبط با آن است. همچنین مشاغلی مانند کوزه‌گری و کاشی سازی و حصیر بافی و دوزندگی، از مشاغل سنتی رودسر تلقی می‌شوند.

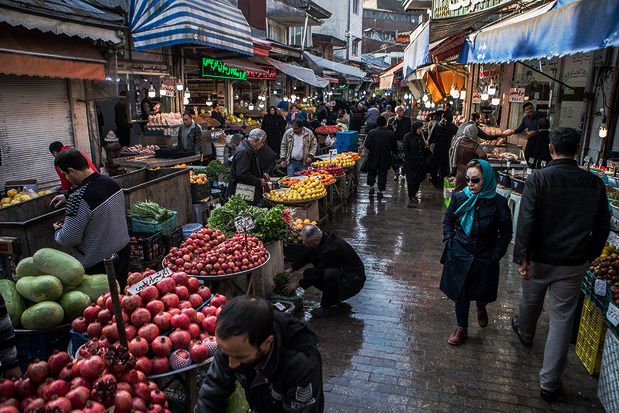
یکشنبه بازار شهر رودسر، در یک روز بارانی

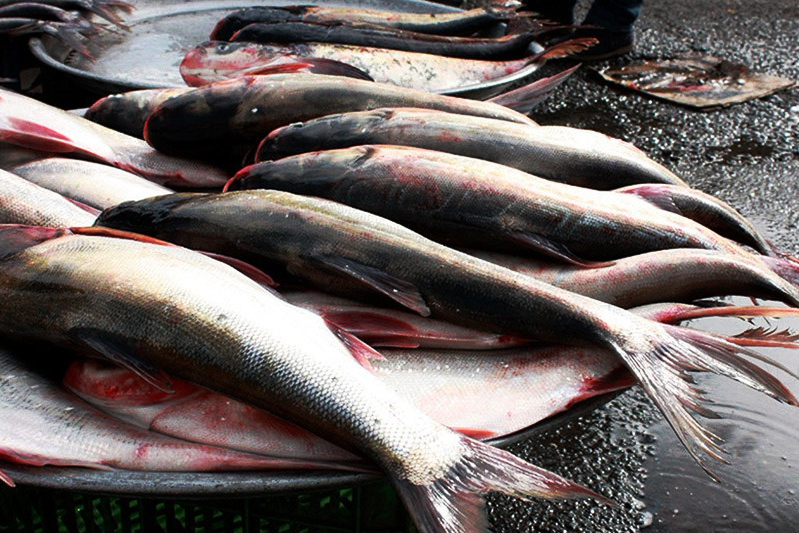
فروش انواع ماهی در بازار هفتگی شهر چابکسر

## فراورده‌های کشاورزی
چای، برنج و مرکبات و گردو و فندق و گل گاو زبان، عمده‌ترین محصولات کشاورزی این شهرستان می‌باشند. ضمن اینکه آلوچه وحشی، گوجه سبز، سیب زمینی، کیوی، انگبین، کونوس یا ازگیل، انبوه یا ازگیل ژاپنی، خرمالو و فوجی‌آنیز در آن تولید می‌شود.

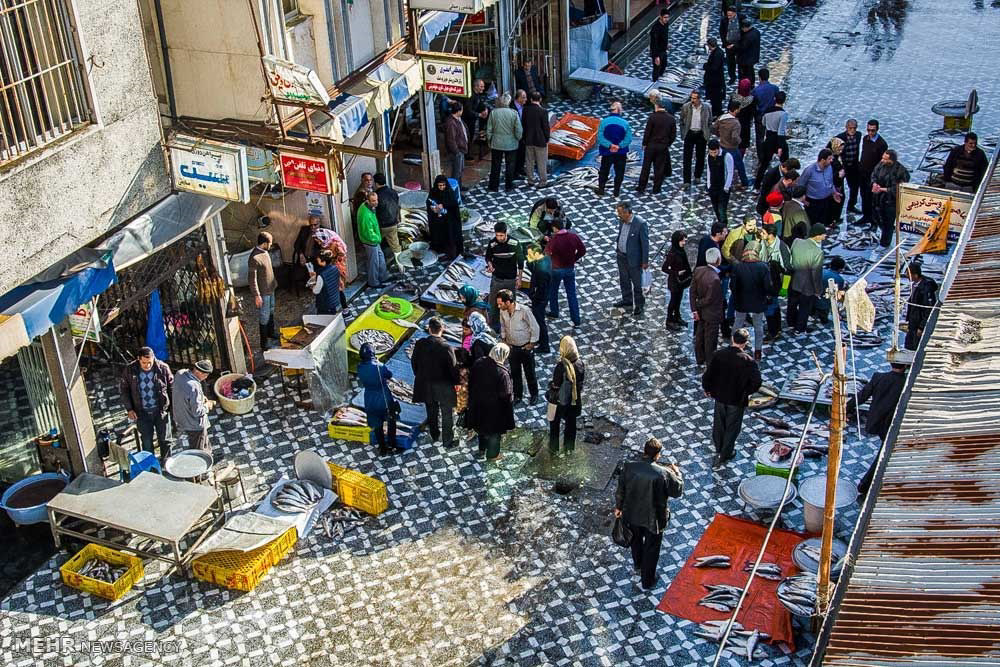
بازار ماهی فروشان شهر رودسر

## جاذبه‌های گردشگری و آثار تاریخی-باستانی
گنبد پیرمحله
- گنبد پیرمحله یکی از نقاط تاریخی رودسر است. ساخت گنبد مربوط به دوره کیانیان و به صورت هشت ضلعی است.
- بازار ماهی فروشان یکی از قدیمی‌ترین بازارهای ماهی در شمال ایران است. به واسطه ماهیگیر بودن برادران آل بویه این بازار ارزش تاریخی هم دارد.
- بازار برنج فروشان بازاری ۴ ضلعی و داراری محوطه ای مجاور بازار ماهی فروشان به صورت حیاط مرکزی است که محل بورس انواع برنج‌های شرق گیلان است.

### سواحل
از جمله نقاط دیدنی در این شهرستان، ساحلی به طول ۳۰ کیلومتر است که به دلیل نزدیکی کوه با دریا، در این منطقه جغرافیائی، چشم‌انداز زیبایی را به خود اختصاص داده‌است. همین عامل، این شهرستان را به مهم‌ترین مرکز والیبال ساحلی در ایران تبدیل کرده‌است.

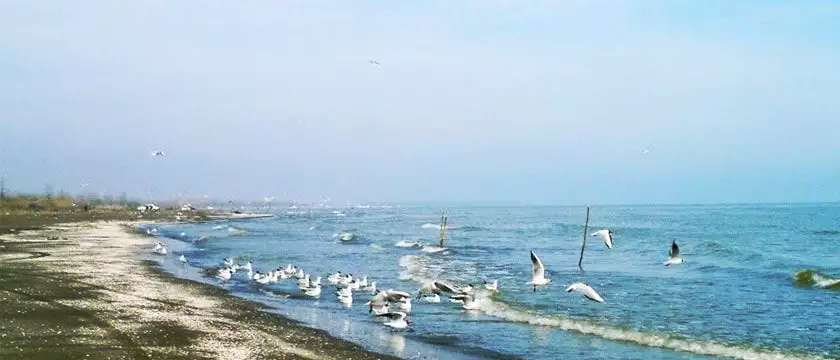
ساحل رامدشت، استراحتگاهی برای پرندگان مهاجر

- ساحل رامدشت در رودسر با زمین فوتبال ساحلی و والیبال ساحلی رایگان و قابل استفاده برای عموم، پیست موتور چهار چرخ و آفرود و کایت موتوردار.
- ساحل شهدا در رودسر با ورزشگاه والیبال ساحلی مخصوص ورزشکاران و پیست حرفه‌ای آفرود و موتور سواری و موتور چهارچرخ.

### قلعه گردن رودسر

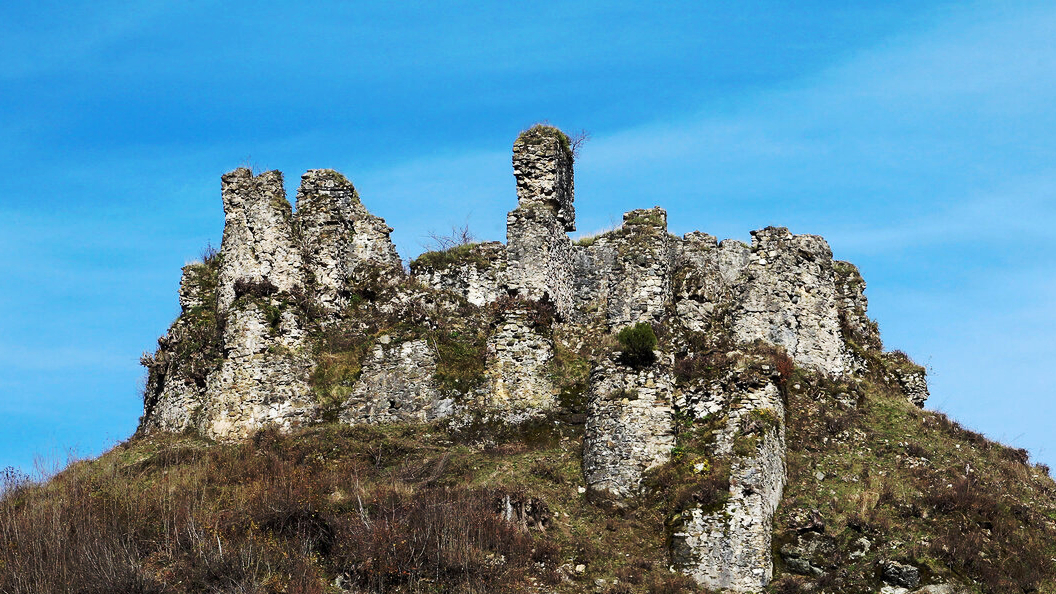
قلعه گردن رودسر، متعلق به عصر آهن

- قلعه گردن رودسر هم یکی دیگر از جاذبه‌های تاریخی شهر رودسر است که همچنان ناشناخته مانده‌است! این قلعه تاریخی با مساحت عرصه ۹۰ متر مربع در سه طبقه در بخش رحیم آباد شهرستان رودسر، در نزدیکی رودسر قرار دارد. مصالح استفاده شده در این بنا، سنگ، ملات و ساروج و چوب می‌باشد و قدمت آن به عصر آهن (۲۸۰۰ تا ۳۲۰۰ سال پیش) برمی گردد. بندبن، روستایی زیبا و با مردمانی فرهیخته‌است که در آن قلعه ای سنگی با قدمت کهن، واقع است که از آن، به عنوان قلعه دفاعی، در برابر حملات دشمنان دریایی، استفاده می‌شد. در معماری این قلعه، از مواد و ترکیبات خاص و کم‌نظیری استفاده شده‌است که با وجود رطوبت شدید هوا، آن را تاکنون پابرجا نگاه داشته‌است. از اطراف این قلعه گنجینه‌هایی کشف شده‌است.[۸]

### پل خشتی تمیجان
- پل خشتی تمیجان نیز یکی دیگر از جاذبه‌های تاریخی رودسر است، که همچنان به عنوان وسیله ای یرای عبور و مرور انسان‌ها و وسایل نقلیه استفاده می‌شود. این پل خشتی در ۶ کیلومتری جنوب غربی رودسر در استان گیلان، بر روی رودخانه تمیجان احداث شده‌است. گر چه کتیبه و سنگ بنا یا یادبود دگر در آن وجود ندارد، ولی از نوع طاق‌ها (طاق‌های جناقی) و مصالح بکار رفته در آن می‌توان این پل را به دوره صفوی نسبت داد. بنا به دست نوشته‌های عام، احداث این پل به زمان حکومت بهزاد بیگ بر گیلان (مصادف با ۹۷۰ الی ۱۰۰۰ هجری شمسی) است.

### اشکورات

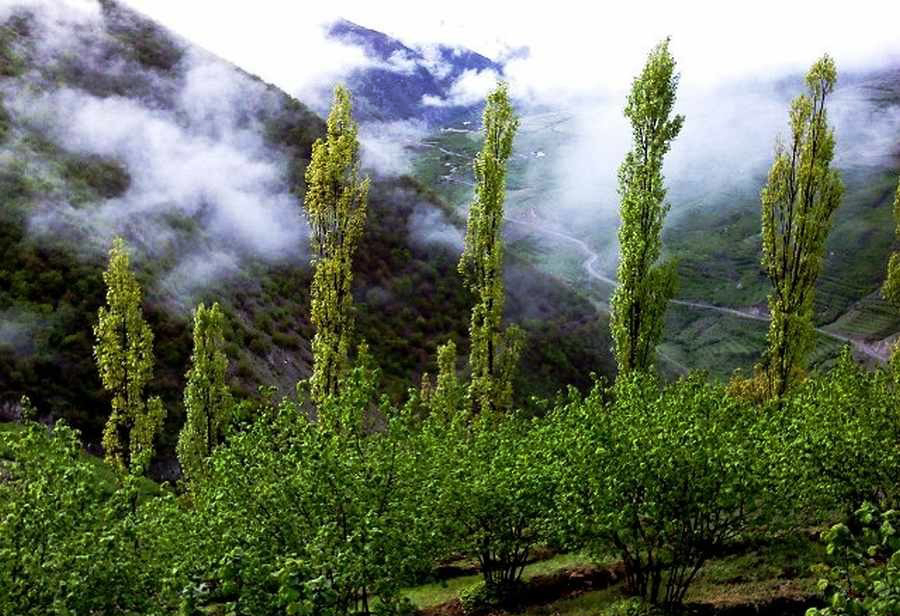
درختان تنومند، در ارتفاعات رودسر، اشکورات

- منطقه اشکور رحیم آباد در ارتفاعات ییلاق دارای سه دهستان است.

### پارک جنگلی سفیدآب رودسر

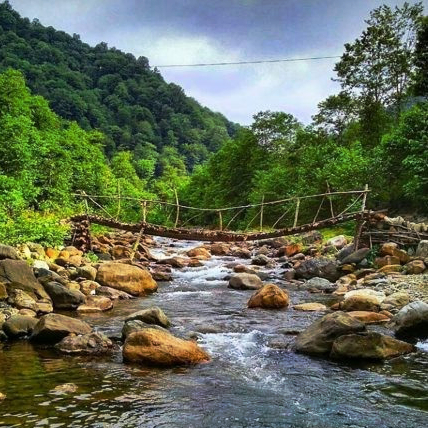
رودخانه سفیداب، در منطقه سفیداب رودسر

قله بلند قامت سماموس (آسمان کوه) که بلندترین قله گیلان و با قامتی به درازای ۳۶۵۰متر بالاتر از سطح دریا، بر جلگه سرسبز رودسر تکیه کرده و عاشقانه به دریا می‌نگرد. پارک جنگلی سفید آب از دیگر جاذبه‌های گردشگری این شهرستان به‌شمار می‌رود. پارکی با حیات وحش زنده که به خاطر پلنگ ایرانیرودسر،آرزو شناخته شده‌است. از حیوانات دیگر این پارک، می‌توان از خرس سیاه، خرس قهوه ای، مار افعی قفقازی، روباه سرخ، روباه سیاه، عقاب طلایی، مرال، بز کوهی، غزال ایرانی، گراز وحشیتشی، سمور، شغال، گربه وحشی، کبک، ابیاودارکوب نام برد.

### عمارت شهرداری رودسر

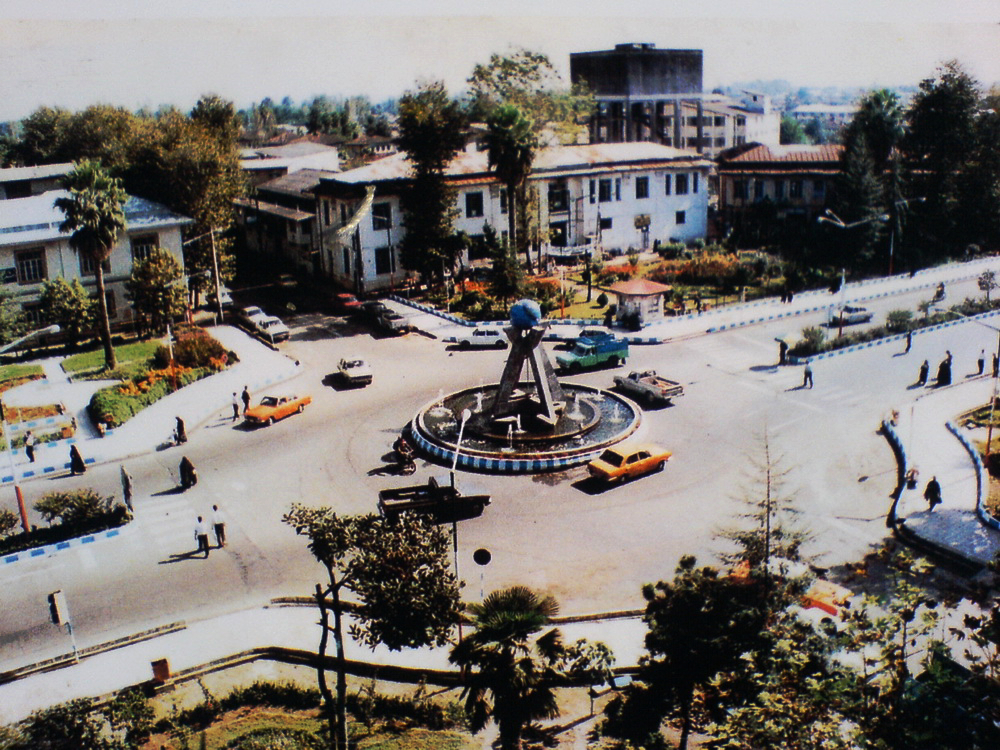
رودسر، حوالی دهه هفتاد، عمارت شهرداری رودسر حول میدان شهرداری رودسر قابل مشاهده است

- عمارت شهرداری رودسر یکی از آثار تاریخی این شهرستان می‌باشد. این عمارت مربوط به دوره پهلوی اول است و در رودسر، جنوب غربی میدان امام قرار دارد و این اثر در تاریخ ۲ بهمن ۱۳۸۲ با شمارهٔ ثبت ۱۰۷۸۵ به‌عنوان یکی از آثار ملی ایران به ثبت رسیده‌است.

از دیگر نقاط دیدنی این شهرستان، می‌توان که به نمونه‌های زیر اشاره کرد:
- مجموعه یهودی محله
- غار سجیران
- عمارت امین تجار خان نصری
- کاخ رضاخان (ناهار خوران)
- گورستان آستانه ورلرده تله سر
- گورستان پس گور
- محوطه آستانه بن دلیجان
- مجموعه میدان رودسر
- خانه جواد نصری
- حسینیه و منزل حاج هادی
- حسینیه و منزل میر جوادی
- قلعه گردن
- آب معدنی جیرکل
- آرامگاه سید میرعسگر قاسم‌آباد
- قبور سادات مرعشی
- آبشار ودره زیبای آسمانرود مایستان اشکور
- گورستان کوته کومنی از توابع دیلمان

## ورزش

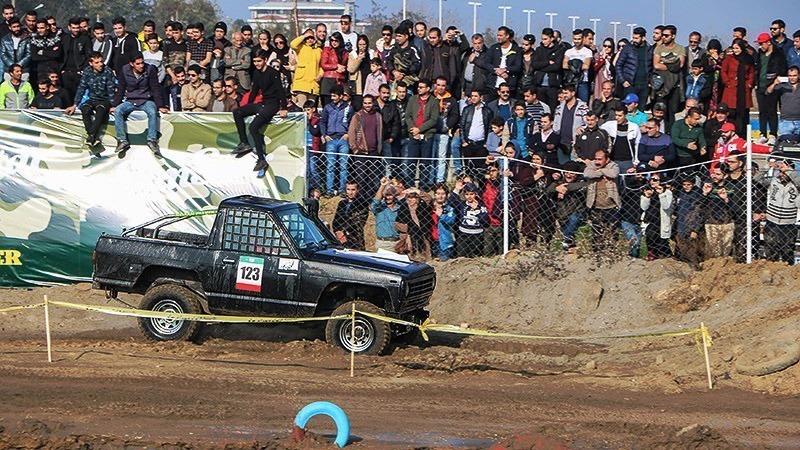
مسابقات دودیفرانسیل قهرمانی کشور در رودسر-آذرماه ۱۳۹۶

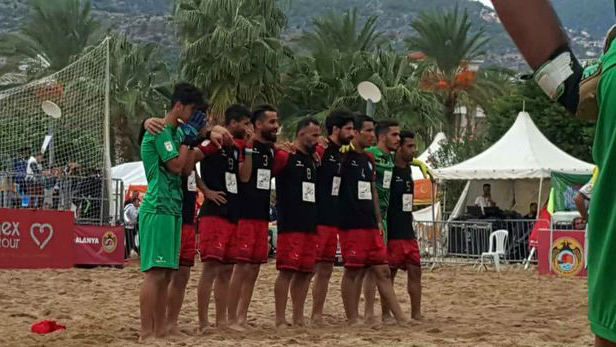
تیم فوتبال ساحلی شاهین خزر رودسر در جام باشگاه‌های جهان-آبان ماه ۱۳۹۸

فوتبال ساحلی، والیبال ساحلی، اسب سواری، ورزا جنگ، راگبی، شنا، بسکتبال، ووشو، فعالیت‌های بیرون جاده. ای-درون جاده ای در غالب خودروها، بخصوص مسابقات خصوصی رالی، آف‌رود، موتورکراس و ورزش‌های رزمی مانند کونگ فو، کونگ فو توآ، سان‌دا یا سانشو، کشتی و بوکس از جمله ورزش‌های محبوب اهالی شهرستان رودسر می‌باشند.

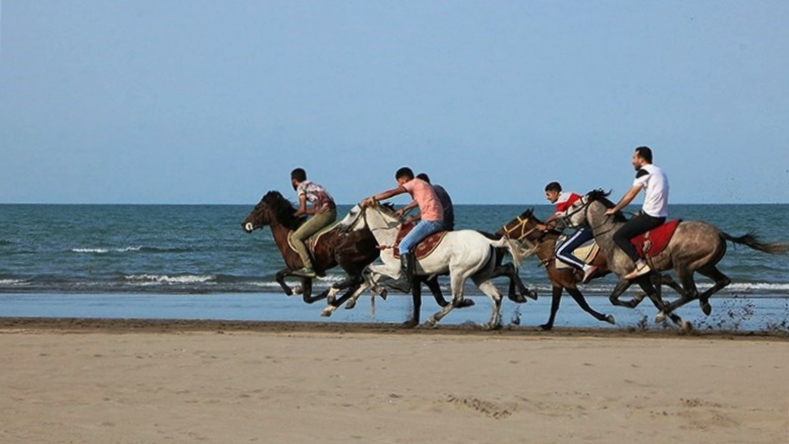
مسابقات سوارکاری جام غدیر در رودسر به روایت تصویر
مسابقات سوارکاری جام غدیر-شهریورماه ۱۳۹۷